# Epoligosita sinica
Epoligosita sinica är en stekelart som beskrevs av Gennaro Viggiani och Ren 1986. Epoligosita sinica ingår i släktet Epoligosita och familjen hårstrimsteklar. Inga underarter finns listade i Catalogue of Life.